# Thottea
Thottea är ett släkte av piprankeväxter. Thottea ingår i familjen piprankeväxter.

## Arter[1]
- Thottea abrahamii
- Thottea anthonysamyi
- Thottea barberi
- Thottea beccarii
- Thottea borneensis
- Thottea celebica
- Thottea corymbosa
- Thottea curvisemen
- Thottea dalzellii
- Thottea dependens
- Thottea dinghoui
- Thottea duchartrei
- Thottea grandiflora
- Thottea hainanensis
- Thottea idukkiana
- Thottea kamarudiniana
- Thottea longipedunculata
- Thottea macrantha
- Thottea macrophylla
- Thottea muluensis
- Thottea papilionis
- Thottea parviflora
- Thottea paucifida
- Thottea penitilobata
- Thottea philippinensis
- Thottea piperiformis
- Thottea piscodora
- Thottea ponmudiana
- Thottea praetermissa
- Thottea racemosa
- Thottea reflexa
- Thottea reniloba
- Thottea rhizantha
- Thottea robusta
- Thottea ruthiae
- Thottea siliquosa
- Thottea sivarajanii
- Thottea straatmanii
- Thottea sumatrana
- Thottea terengganuensis
- Thottea tomentosa
- Thottea tricornis
- Thottea triserialis